# Bisjkek
Bisjkek (kirgiziska: Бишкек eller Bişkek; uttalas [biʃˈkʲek]), tidigare Frunze och Pisjpek, är huvudstaden i Kirgizistan med 821 915 invånare enligt den senaste folkräkningen år 2009, och uppskattningsvis  1 039 072 invånare år 2020. Den ligger i floden Tjus dalgång på cirka 800 meters höjd vid foten av de 4 800 meter höga Kirgizbergen (Alatau), en del av Tian Shan, i norra delen av landet nära gränsen mot Kazakstan. Staden utgör administrativt ett stadsdistrikt (sjaar) på provinsnivå, med en areal på 127,3 km², omgivet av provinsen Tjüj (kirgizisk namnform av Tju, som i floden). Bisjkek var  administrativt centrum i Tjüj innan detta flyttades till Tokmak.

## Etymologi
Namnet Bisjkek är antingen en utveckling av uzbekiskans Besjbek (detsamma som Pisjpek), med betydelsen "fem bejer" (det vill säga "hövdingar"), eller ursprungligen en utveckling av ett gammalt ord för "nedom berget" (syftande på stadens läge nedanför Tian Shan) som genom folketymologi sammanblandats med bisjkek, som på kirgiziska är den typ av smörkärna som används vid framställningen av kumys, jäst stomjölk.

## Stadens utseende
Staden har breda gator varav de flesta kantas på båda sidor av smala irrigationskanaler som bevattnar de många träden. Staden är planerad i ett rutmönster och hyser marmorbyggnader tillsammans med lägenhetskomplex runt innergårdar i sovjetisk stil samt, särskilt i utkanten av stadskärnan, tusentals mindre, ofta privatbygda, hus. Den är idag livlig och relativt modern. Flera statyer av Vladimir Lenin finns uppsatta runtom i Bisjkek. 
En ryttarstaty av den i staden födde Michail Frunze (efter vilken staden var uppkallad 1926 - 1991) står i en stor park vid järnvägsstationen.
I Dubovyj Park (Ekparken) och längs Erkindik prospektisi (Frihetsavenyn) finns gott om lövträd, särskilt ek.  I närheten av platsen där dessa två områden möts finns ännu en frihetsstaty, som i detta fall ersatt en staty föreställande Felix Dzerzjinskij.

## Historisk betydelse
Platsen hade länge varit en rastplats på den förgrening av Sidenvägen som gick genom Tian Shan, möjligen anlagd av sogdianerna, då den uzbekiske khanen i Kokand efter att ha erövrat området lät bygga ett lerfort på platsen år 1825. Den 24 oktober 1862 erövrades det av ryska trupper, som 1864 jämnade fortet med marken. Det byggdes dock upp 1877 och var efter detta en betydande befästning. Staden grundades 1878 som Pisjpek (Пишпек). Den förblev en del av Tsarryssland fram till ryska revolutionen, sedan av Sovjetunionen. År 1926 döptes staden om till Frunze (Фрунзе), efter Michail Frunze, en lokal bolsjevikisk militär som bidrog till att slå ner motståndet i området, och blev huvudstad i Kirgiziska ASSR, från 1936 i Kirgiziska SSR fram till att Kirgizistan blev självständigt 1991, då det nuvarande namnet antogs. 

## Utbildning, näringsliv och kommunikationer

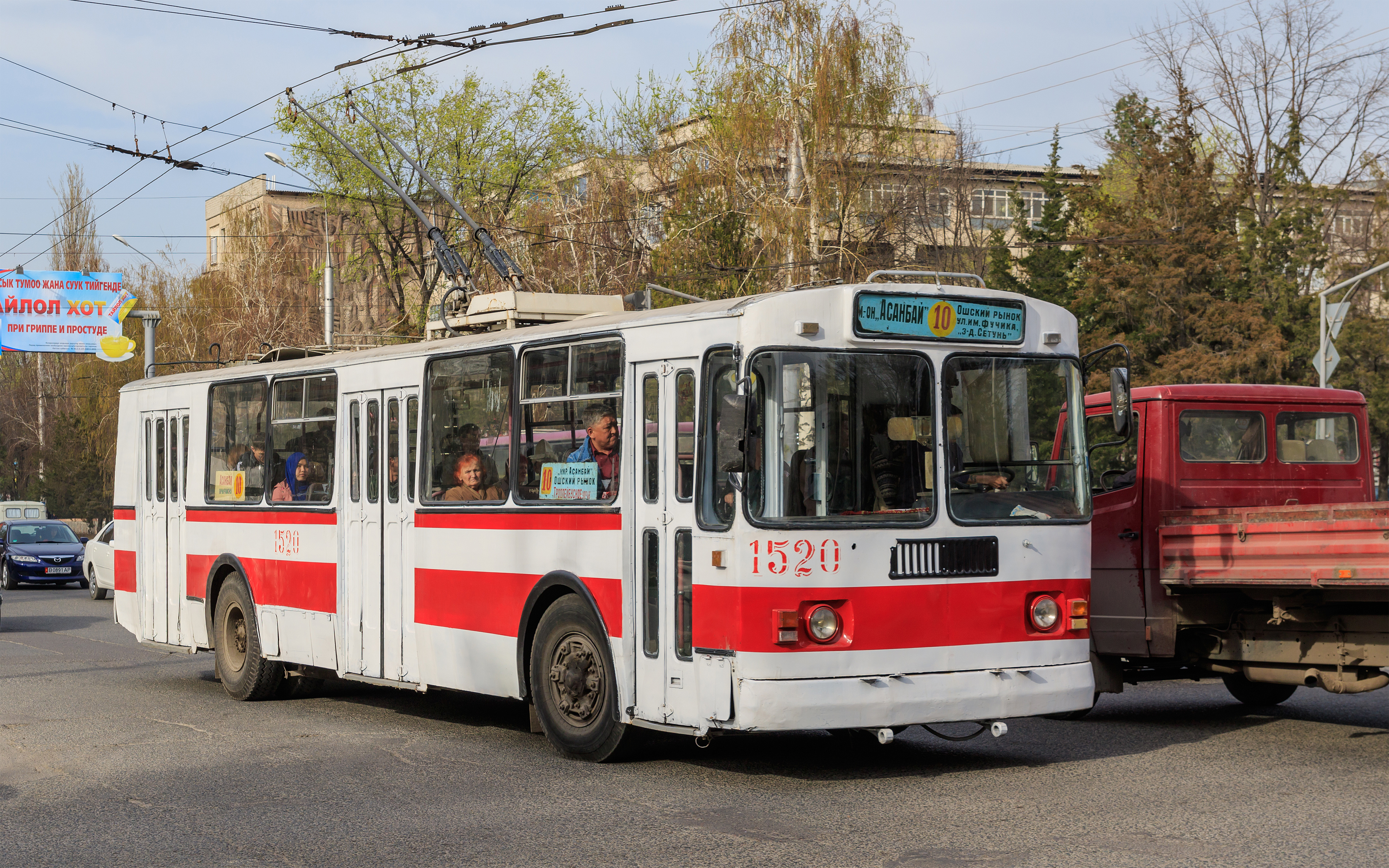
Trådbuss i Bisjkek, 2016.

Bisjkek har ett universitet grundat 1951 samt flera högskolor. Staden är ansluten till Turkestan-sibiriska järnvägen via ett förgreningsspår. Viktigare näringar är tillverkning av jordbruksmaskiner, textilier, skor och livsmedel. Många av de tyngre industrierna som fanns i staden på sovjettiden har tvingats lägga ner. Landets största flygplats, Manas internationella flygplats, ligger strax norr om staden.
Den amerikanska flygbasen Manas (tidigare Ganci) finns sedan 2002 strax utanför staden och en rysk flygbas finns i staden Kant i närheten.
Den 13 januari 1951 öppnades den första trådbusslinjen i Bisjkek.